# AVGP Husky
AVGP Husky – kanadyjski wóz zabezpieczenia technicznego bazujący na KTO Piranha I 6x6. Wprowadzony na wyposażenie Canadian Army w 1976 roku, używany do dziś.
Husky, podobnie jak inne pojazdy z rodziny AVGP bazuje na szwajcarskim transporterze Piranha I 6x6.
Ze względu na swoje przeznaczenie pojazd wyposażony jest w żuraw o udźwigu do 4,5 t i zasięgu do 6,5 m oraz wyciągarkę o udźwigu do 8 ton. Jedyne uzbrojenie stanowią umieszczony na dachu 1 karabin maszynowy kal. 7,62 mm oraz wyrzutnie granatów dymnych.
AVGP Husky, podobnie jak inne pojazdy z rodziny AVGP ma zdolność pływania. Napędzany jest za pomocą dwóch pędników strumieniowych.